# Charles Aubert
Marie Jacques Charles Aubert (* 24. Januar 1848 in Châteauneuf-sur-Loire, Département Loiret; † 7. Juni 1915 in Paris) war ein französischer Seeoffizier, der zuletzt Vizeadmiral sowie zwischen 1905 und 1909, von 1912 bis 1913 sowie abermals von 1914 bis 1915 Chef des Generalstabes der Marine war.

## Leben

### Offiziersausbildung, Seeoffizier und Stabsoffizier

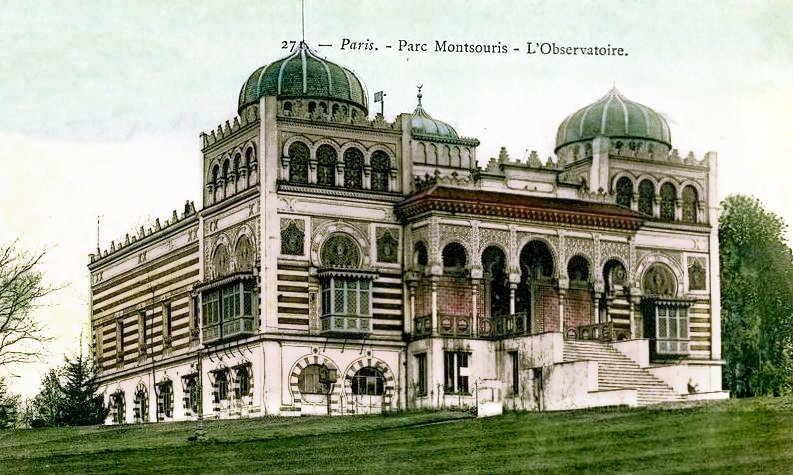
Kapitänleutnant Aubert war zwischen 1876 und 1877 im Observatorium Palais du Bardo im Parc Montsouris tätig.

Marie Jacques Charles Aubert trat 1864 auf dem Marinestützpunkt Cherbourg in die Marine ein und absolvierte eine Ausbildung zum Seeoffizier an der École navale, die er am 2. Oktober 1867 als Aspirant abschloss. Danach fand er zunächst Verwendung auf der Dampffregatte La Gloire, dem weltweit ersten Panzerschiff, sowie 1868 auf der Circé, die zur Marineabteilung in Brasilien und La Plata gehörte. Nach seiner Beförderung zum Leutnant zur See (Enseigne de vaisseau de deuxième classe) am 2. Oktober 1869 kehrte er nach Frankreich zurück und wurde 1871 an Bord des zum Nordgeschwader gehörenden Panzerschiffs Solférino versetzt sowie im Anschluss an Bord des Aviso Kersaint, der zur Marineabteilung der Antillen und Neufundland gehörte. 1874 wurde er an Bord des Kreuzers Volta verlegt, mit dem er an einer längeren Seefahrt durch das Chinesische Meer sowie den Pazifischen Ozean teilnahm. Nach seiner Beförderung zum Kapitänleutnant (Lieutenant de Vaisseau) am 4. September 1876 versah er im Observatorium im Parc Montsouris Landdienst und wurde anschließend 1877 auf den Panzerkreuzer Desaix versetzt. Am 1. Januar 1879 kehrte er zum Marinestützpunkt Cherbourg zurück und absolvierte danach die Schule für U-Boot-Kriegsführung (École des défenses sous-marines) in Boyardville. 1881 wurde er Kommandant des Torpedobootes 1, das zur Verteidigung der Flottenbasis Cherbourg eingesetzt war und am 11. Januar 1881 wurde ihm das Ritterkreuz der Ehrenlegion verliehen.
Am 20. Juni 1884 wurde Aubert zum Kommandanten des Aviso Ardent ernannt, mit dem er am 1. Januar 1885 zur Marinestation im Senegal verlegt wurde, deren Kommandant Jean Drouin war. Ein Jahr später kehrte er am 1. Januar 1886 zum Marinestützpunkt Cherbourg zurück und wurde im Mai 1886 Kommandant des dort stationierten Torpedobootes 55 sowie im Anschluss Kommandant des Torpedobootes Doudart-de-Lagrée, das zur Abteilung für Torpedoboot-Experimente im Militärhafen Toulon gehörte. 1888 versah er im Mittelmeer Dienst an Bord des Torpedobootes Bombe sowie anschließend als Kommandant des Torpedobootes Dragonne. Am 6. Januar 1891 erfolgte seine Beförderung zum Fregattenkapitän (Capitaine de Frégate) und danach seine Ernennung zum Kommandant der festen Verteidigung von Cherbourg, ehe er 1892 Vize-Direktor der Abteilung U-Boot-Verteidigung wurde. Im Oktober 1892 übernahm er den Posten als Kommandant des zum Mittelmeer-Geschwader gehörenden Kreuzers Davout sowie daraufhin 1894 als Adjutant (Aide-de-camp) im Stab des 1. Marinebezirks im Marinestützpunkt Cherbourg. Für seine Verdienste wurde ihm am 28. Dezember 1894 das Offizierskreuz der Ehrenlegion verliehen. Danach wurde er 1895 Kommandant des ebenfalls zum Mittelmeer-Geschwader gehörenden Kreuzers Troude.

### Aufstieg zum Vizeadmiral und Chef des Generalstabes der Marine

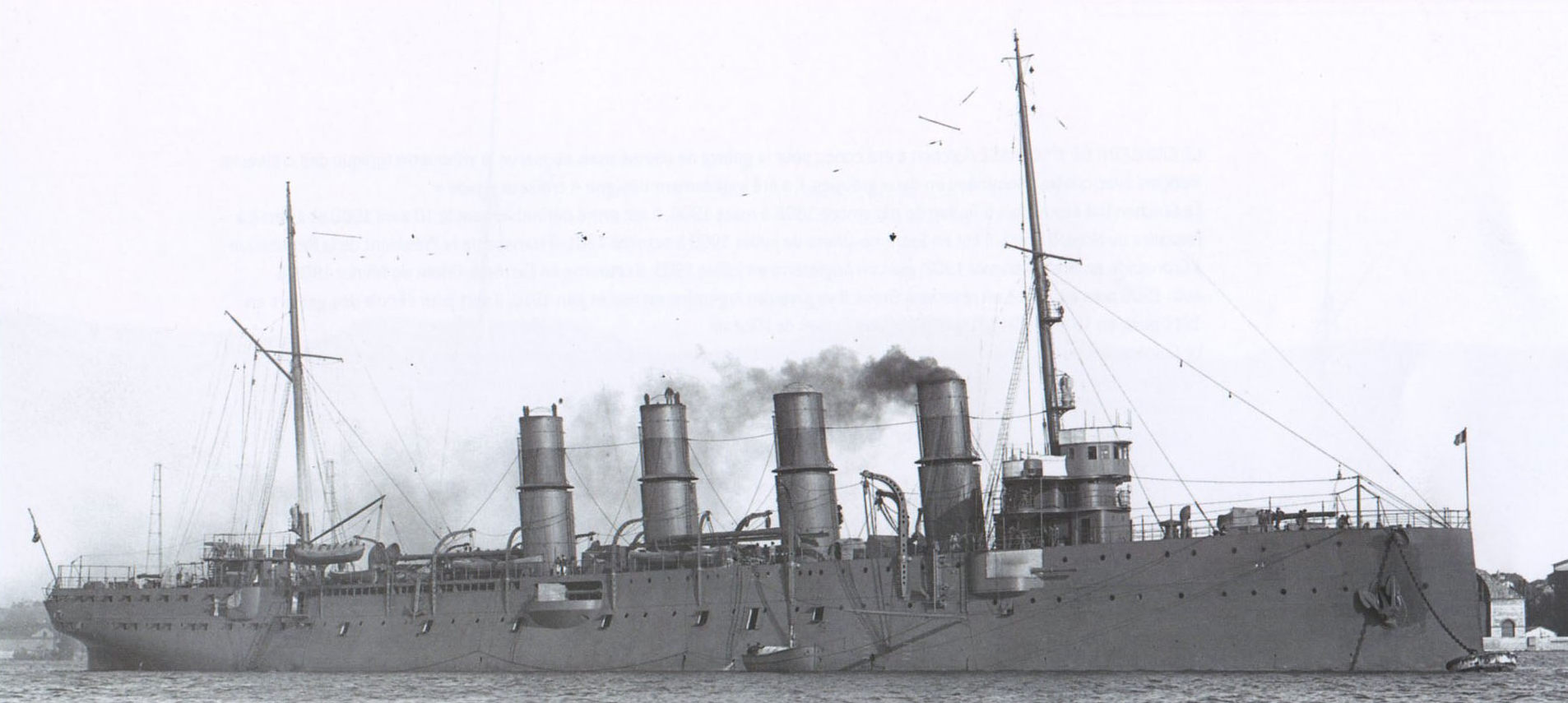
Kapitän zur See Charles Aubert war zwischen 1899 und 1901 Kommandant des Geschützten Kreuzers Châteaurenault.

Charles Aubert erhielt am 2. Januar 1898 seine Beförderung zum Kapitän zur See (Capitaine de Vaisseau) und wurde danach stellvertretender Chef des Stabes des 1. Marinebezirks im Marinestützpunkt Cherbourg. 1899 übernahm er den Posten als Kommandant des Geschützten Kreuzers Châteaurenault, der nach seiner Fertigstellung in der Werft von La Seyne-sur-Mer am 12. Mai 1898 vom Stapel lief. Am 1. Januar 1901 wurde er wiederum zum Marinestützpunkt Cherbourg versetzt und danach 1902 Kommandant des zum Mittelmeer-Geschwader gehörenden Kreuzers Jauréguiberry. Am 9. November 1902 wurde er zum Oberkommandierenden der Marineabteilung in Tunesien (Commandant la division navale de Tunisie) ernannt, wohin er sich daraufhin an Bord des Kreuzers der Küstenwache Tempête begab. Am 5. April 1903 wurde er des Weiteren auch Kommandeur der Ehrenlegion. Er empfing in dieser Funktion am 19. Oktober 1903 die Beförderung zum Konteradmiral (Contre-amiral). Während seiner Amtszeit begannen die Arbeiten an der Flottenbasis von Bizerte.
Als Nachfolger von Konteradmiral Charles Touchard wurde Aubert am 3. November 1905 erstmals Chef des Generalstabes der Marine (Chef d’état-major général de la Marine) und hatte diesen bis zum 23. August 1909, woraufhin Konteradmiral Laurent Marin-Darbel seine Nachfolge antrat. In dieser Verwendung wurde er am 23. Mai 1907 zum Vizeadmiral (Vice-amiral) befördert. Am 23. Juli 1909 wurde er auch zum Großoffizier der Ehrenlegion ernannt. Am 5. Oktober 1909 erfolgte seine Ernennung zum Oberkommandierenden des Zweiten Geschwaders (2ème Escadre) mit dem zur Charlemagne-Klasse gehörenden Linienschiff Saint-Louis als Flaggschiff. Im Juli 1911 wurde er dann Oberkommandierender des Dritten Geschwaders (3ème Escadre) sowie Mitglied des Obersten Marinerates (Membre du Conseil Supérieur de la Marine). Für kurze Zeit war er Generalinspekteur der Schulen und Depots der Flotte (Inspecteur général des Ecoles et des Dépôts des équipages de la flotte).
Am 11. November 1911 löste Konteradmiral Aubert Konteradmiral Paul Auvert als Chef des Generalstabes der Marine ab und behielt dieses Amt nunmehr bis zu seiner Ablösung durch Konteradmiral Pierre Ange Marie Le Bris am 24. Januar 1913. Für seine langjährigen Verdienste wurde ihm schließlich am 31. Dezember 1912 auch das Großkreuz der Ehrenlegion verliehen. Im Januar 1912 schied er aus dem aktiven Militärdienst.
Nach Beginn des Ersten Weltkrieges wurde Charles Aubert am 4. Dezember 1914 in den aktiven Militärdienst zurückberufen und übernahm von Konteradmiral Louis-Joseph Pivet erneut den Posten als Chef des Generalstabes der Marine. Diesen behielt er nunmehr bis zu seinem Tode am 7. Juni 1915 und wurde daraufhin von Konteradmiral Eugène de Jonquières abgelöst.